# Luis Cordero Crespo
Luis Benjamín Cordero y Crespo (6 aprile 1833 – 30 gennaio 1912) è stato un politico ecuadoriano.
È stato Presidente dell'Ecuador dal 1º luglio 1892 al 16 aprile 1895.